# Rameau sterno-cléido-mastoïdien de l'artère occipitale
Les rameaux sterno-cléido-mastoïdiens de l'artère occipitale sont deux artères systémiques paires de la tête. Il y a un rameau sterno-cléido-mastoïdien supérieur et un rameau sterno-cléido-mastoïdien inférieur. Ils vascularisent le muscle sterno-cléido-mastoïdien.

## Origine
Le rameau sterno-cléido-mastoïdien inférieur nait de l'artère occipitale près de l'origine de cette dernière.
Le rameau sterno-cléido-mastoïdien supérieur nait de l'artère occipitale au niveau du croisement de cette dernière avec le nerf accessoire.

## Trajet
Le rameau sterno-cléido-mastoïdien inférieur descend en arrière, croisant le nerf hypoglosse et la veine jugulaire interne pour rentrer et vasculariser le muscle sterno-cléido-mastoïdien.
Le rameau sterno-cléido-mastoïdien supérieur descend en arrière, croisant superficiellemnt la veine jugulaire interne pour rentrer et vasculariser le muscle sterno-cléido-mastoïdien.